# Pseudophaloe verania
Pseudophaloe verania là một loài bướm đêm thuộc phân họ Arctiinae, họ Erebidae.